# A Gaza Weekend
A Gaza Weekend è un film del 2022 diretto da Basil Khalil.
Pellicola di genere commedia, primo lungometraggio del regista britannico-palestinese Khalil. La storia fu abbozzata nel 2017 e parla di una pandemia da virus. Nel 2020, il film subì casualmente un'interruzione delle riprese a causa del primo lockdown dovuto alla pandemia di COVID-19 in Israele.

## Trama
Un virus potenzialmente mortale e altamente contagioso sta terrorizzando Israele. Michael, un mite ragazzo inglese, e la sua compagna Keren, un'israeliana ansiosa, per scongiurare il contagio pensano alla più imprevedibile delle soluzioni: trovare rifugio nella Striscia di Gaza, la prigione a cielo aperto più grande al mondo. Ma il viaggio non filerà proprio liscio come speravano e la coppia sarà protagonista di un'escalation di disavventure pirandelliane, che forse tanto paradossali a Gaza non sono.

## Distribuzione
Il film è stato presentato in anteprima mondiale al Toronto International Film Festival il 10 settembre 2022, dove si è aggiudicato il premio della critica internazionale. La premiere araba ha avuto luogo al Festival del cinema internazionale del Mar Rosso in Arabia Saudita, il 2 dicembre 2022.

## Riconoscimenti
- Toronto International Film Festival
  - 2022: Premio FIPRESCI